# Bert Harris
Bertram „Bert” Harris (ur. w 1916, zm. 6 marca 1982 w Cooma) – australijski zapaśnik walczący w stylu wolnym. Olimpijczyk z Londynu 1948, gdzie zajął dziesiąte miejsce w kategorii do 52 kg.
Złoty medalista igrzysk wspólnoty narodów w 1950 roku.

## Letnie Igrzyska Olimpijskie 1948
| Konkurencja      | Rundy eliminacyjne                | Rundy eliminacyjne    | Klas. końcowa |
| Konkurencja      | Przeciwnik I                      | Przeciwnik II         | Miejsce       |
| ---------------- | --------------------------------- | --------------------- | ------------- |
| 52 kg styl wolny | Khashaba Dadasaheb Jadhav (IND) P | Mansour Raisi (IRI) P | 10.           |